# Ardon (Jura)
Ardon is een gemeente in het Franse departement Jura (regio Bourgogne-Franche-Comté) en telt 120 inwoners (2004). 

## Geografie
De oppervlakte van Ardon is 5,1 km², de bevolkingsdichtheid is 23,5 inwoners per km².

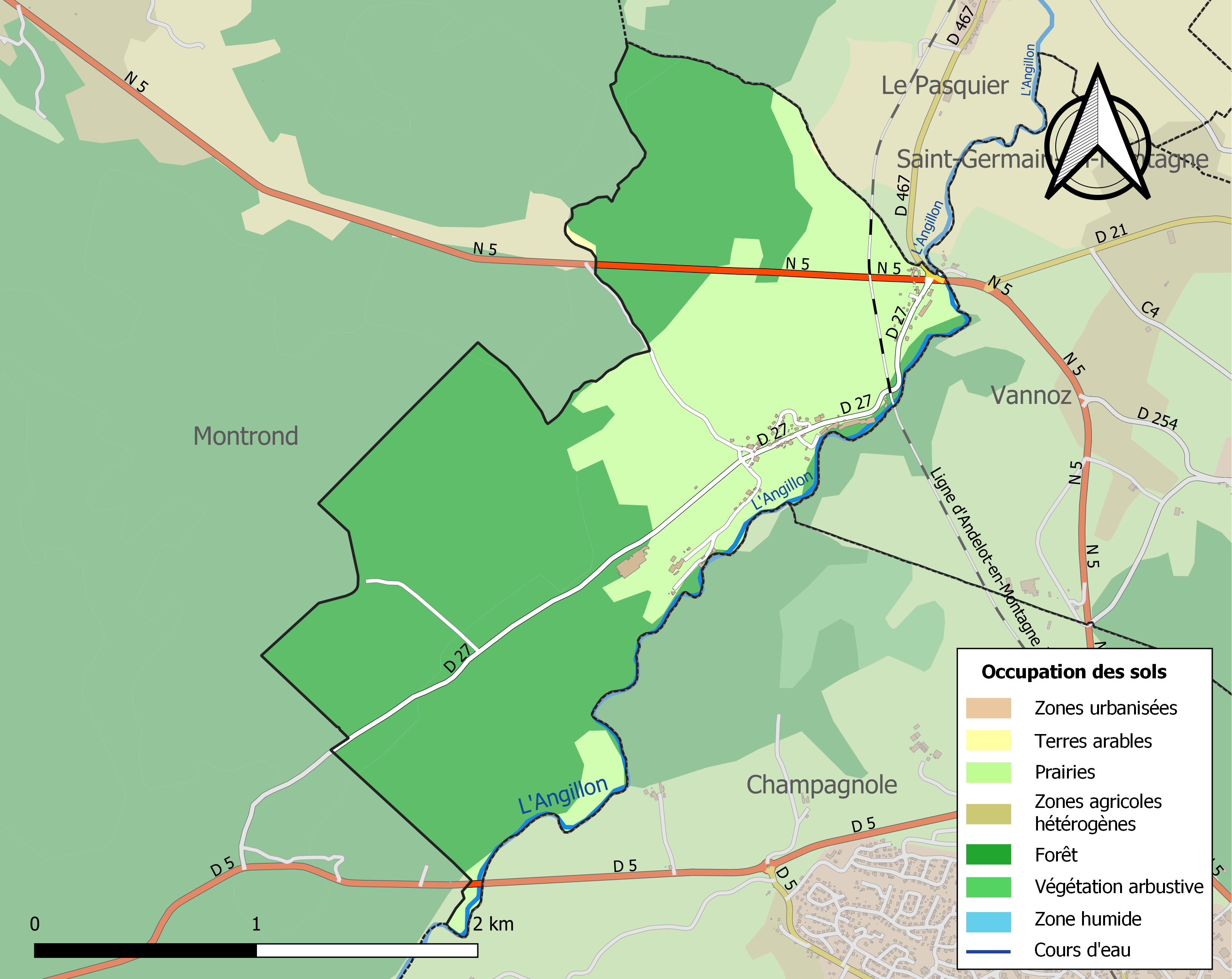
Kaart van de gemeente met de belangrijkste infrastructuur, bodemgebruik en omliggende gemeenten

## Demografie
Onderstaande figuur toont het verloop van het inwoneraantal van Ardon vanaf 1962.
Bron: Frans bureau voor statistiek. Cijfers inwoneraantal volgens de definitie population sans doubles comptes (zie de gehanteerde definities)
1. ↑  Populations de référence 2022.